# Лейтанс, Станислав Станиславович
Станислав Станиславович Лейтанс (латыш. Staņislavs Leitāns; 23 декабря 1914 — 1977) — председатель колхоза «Авангард» Елгавского района Латвийской ССР.

## Биография
Родился в 1914 году в Двинском уезде Витебской губернии. Латыш.
Участник Великой Отечественной войны с июня 1941 года. Воевал в составе отдельного латышского батальона, затем шофером в 263-м автобатальоне. В январе 1942 года был тяжело ранен. После госпиталя продолжал службу шофёром-автомехаником в частях войск правительственной связи НКВД. Награждён медалью «За боевые заслуги».
После демобилизации вернулся в родные края. В 1946 году стал первым председателем первого в Латвийской ССР колхоза «Накотне». С 1953 года трудился председателем колхоза «Авангард» Елгавского района. Колхоз под его руководством добился высоких показателей. В 1950 году награждён орденом Трудового Красного Знамени.
Указом Президиума Верховного Совета СССР от 15 февраля 1958 года за выдающиеся успехи, достигнутые в деле развития сельского хозяйства по производству зерна, картофеля, сахарной свеклы, мяса, молока и других продуктов сельского хозяйства, и внедрение в производство достижений науки и передового опыта Лейтансу Станиславу Станиславовичу присвоено звание Героя Социалистического Труда с вручением ордена Ленина и золотой медали «Серп и Молот».
Руководил колхозом до своего ареста в 1959 году.
14 ноября 1960 года осужден военной коллегией по уголовным делам Верховного суда Латвийской ССР по ст. 17, 109 и 118 УК РСФСР и ст. 2 Указа Президиума Верховного Совета СССР о ПВС от 4 июня 1947 года «Об усилении уголовной ответственности за хищение государственного и общественного имущества». Приговорен к 3 годам лишения свободы. Был признан виновным в том, что в период 1957—1959 года участвовал в хищении строительных материалов, зерна из приемного пункта, даче взяток должностным лицам. Все вопросы о даче взяток и приобретении ворованного имущества обсуждались на правлении колхоза, но не заносились в протоколы.
Указом Президиума Верховного Совета СССР от 22 ноября 1961 года за совершение тяжких преступлений Лейтанс Станислав Станиславович лишён звания Героя Социалистического Труда и наград — орденов Ленина, Трудового Красного Знамени, медали «За боевые заслуги». 
Умер в апреле 1977 года. Похоронен на кладбище в селе Вецумниеки.